# NGC 4676/2
NGC 4676/2 је лентикуларна галаксија у сазвежђу Береникина коса која се налази на NGC листи објеката дубоког неба.
Деклинација објекта је + 30° 43' 21" а ректасцензија 12h 46m 11,2s. Привидна величина (магнитуда) објекта NGC 4676 износи 13,8 а фотографска магнитуда 14,7. NGC 46762 је још познат и под ознакама NGC 4676B, IC 820, UGC 7939, MCG 5-30-77, CGCG 159-72, IRAS 12437+3059, KCPG 355B, ARP 242, VV 224, The Mice, PGC 43065.